# Pomnik Michała Bałuckiego w Krakowie
Pomnik Michała Bałuckiego – pomnik znajdujący się w Krakowie na Plantach, na skwerze za Teatrem im. Juliusza Słowackiego i kościołem św. Krzyża.
Inicjatorem powstania pomnika było krakowskie  Koło Artystyczno-Literackie . Pomysł upamiętnienia dramatopisarza pojawił się zaraz po jego samobójczej śmierci na Błoniach 17 października 1901 roku. Początkowo planowano ulokować popiersie w bardziej reprezentacyjnym miejscu, przed teatrem, jednak pomysł ten spotkał się z protestem ze strony konserwatywnych kręgów krakowskich. Miejsce za teatrem, obok kościoła św. Krzyża, wskazała w 1910 r. Komisja Plantacyjna. Ostatecznie do odsłonięcia pomnika doszło w 1911 roku, w 10. rocznicę śmierci Bałuckiego. Popiersie jest autorstwa Tadeusza Błotnickiego, zaś podstawę pomnika wykonał Piotr Cekiera. W uroczystości odsłonięcia pomnika brali udział m.in. rodzina zmarłego, August Sokołowski, przewodniczący komitetu budowy pomnika oraz prezydent Juliusz Leo.
Zarówno miejsce postawienia popiersia, jak i sam jego wygląd, wzbudzały z początku kontrowersje. Historyk sztuki i fotograf Franciszek Klein twierdził:

Co do biustu Bałuckiego, trzeba przyznać, że mu wybrano jak najgorsze miejsce. Właściwie miejsce nie jest brzydkie, jako kąt ogrodu z pięknym kościołem św. Krzyża. Sam tylko pomnik jest właściwie nieudany. Jest bowiem trochę za ciężki w kompozycji całości; stożkowaty, mało rozczłonkowany postument, zakończony niskim, przysadzistym popiersiem. Do takiego biustu należało inaczej skomponować podstawę.

Poddaje także krytyce decyzję komitetu budowy pomnika o zamówieniu popiersia i podstawy u dwu różnych artystów, co zresztą spotkało się z protestem samego Błotnickiego:

Winą Komisyi plantacyjnej jest to, że dopuściła ona do ustawienia pomnika Bałuckiego w obecnej formie, tembardziej wobec protestu artysty - rzeźbiarza Błotnickiego, twórcy biustu, skierowanego przeciw komitetowi ustawienia pomnika. Wspomniany bowiem komitet po odlaniu biustu w bronzie, polecił wykonanie postumentu zakładowi kamieniarskiemu w Krakowie, nie dopuszczając p. Błotnickiego do zaprojektowania całości pomnika. Wiadomą powszechnie jest rzecz, że pomnik musi być zawsze jednolitą całością, zaprojektowaną przez jednego artystę. Dlatego też takie postąpienie Komitetu budowy pomnika jest bardzo jaskrawem pogwałceniem praw autorskich i artystycznych.

Przez kilkanaście lat poprzedzających 2017 r. coraz większym zagrożeniem dla pomnika było rosnące nieopodal i pochylające się niebezpiecznie w jego kierunku drzewo. W pewnym momencie zaczęło ono wręcz dotykać popiersia i przechylać je. W związku z tym władze miejskie podjęły decyzję o odsunięciu pomnika o około metr od drzewa . Przy okazji przesuwania pomnika oraz konserwacji odkryto w jego strukturze ślad po kuli. Postrzał wgniótł blachę w okolicach piersi Bałuckiego. Do uszkodzenia doszło prawdopodobnie tuż po 1945 roku, a konserwatorzy postanowili pozostawić ślad po uprzedniemu jego odczyszczeniu i zabezpieczeniu .